# Jong Chol-min
Jong Chol-min (* 29. Oktober 1988) ist ein nordkoreanischer Fußballspieler.

## Karriere
Jong tritt international als Spieler der Rimyongsu SG in Erscheinung.
2005 nahm der Stürmer mit der nordkoreanischen U-17-Auswahl an der U-17-Weltmeisterschaft in Peru teil und kam im Turnierverlauf als Ersatzspieler zu vier Einsätzen per Einwechslung. 2006 gewann er mit der U-20-Auswahl die U-19-Asienmeisterschaft 2006. Er war während des kompletten Turniers in der Startaufstellung und bildete mit Pak Chol-min die Sturmreihe, blieb aber ohne eigenen Treffer. Bei der 2007 in Kanada ausgetragenen U-20-WM gehörte der Angreifer erneut zum Stammpersonal und kam beim Vorrundenaus in allen drei Partien zum Einsatz.
Mit der nordkoreanischen Olympiaauswahl (U-23) scheiterte er 2007 in der finalen Qualifikationsrunde für die Olympischen Spiele 2008. Im Oktober 2007 spielte er für die nordkoreanische Nationalmannschaft in den beiden Erstrundenpartien der WM-Qualifikation gegen die Mongolei und trug mit vier Treffern zum ungefährdeten Einzug in die nächste Runde bei.